# Mesida matinika
Mesida matinika är en spindelart som beskrevs av Alberto Barrion och James A. Litsinger 1995. Mesida matinika ingår i släktet Mesida och familjen käkspindlar.
Artens utbredningsområde är Filippinerna. Inga underarter finns listade i Catalogue of Life.